# Xenopoclinus leprosus
Xenopoclinus leprosus е вид лъчеперка от семейство Clinidae.

## Разпространение
Видът е разпространен в Намибия и Южна Африка.